# Экспресс (поезд)
«Экспресс» (№ 03/04) — скорый фирменный пассажирский поезд РЖД, курсирующий по маршруту: Санкт-Петербург — Москва — Санкт-Петербург.

## История
Ночной поезд. Был введён в эксплуатацию в 1973 году, являлся дублёром поезда «Красная стрела» (отправлением на 4 минуты позже первого, в 23:59). В пути поезд находился 8 часов 31 минуту (в направлении Ленинграда 8 часов 30 минут), имел промежуточные остановки в Бологом и Калинине. После их отмены в мае 2002 года поезд находился в пути 8 часов 1 минуту и прибывал в пункт назначения в 8:00. С 2000-х годов в период с сентября по май поезд курсирует 6 дней в неделю (кроме субботы). По состоянию на 2025 год поезд круглогодичный и ежедневный.
С 27 декабря 2007 года поезд вышел в эксплуатацию в обновлённом виде. В октябре 2013 года обновлён интерьер вагонов.
С 1 ноября 2013 года по просьбам пассажиров время в пути увеличено до 9 часов за счёт ввода технических стоянок, теперь «Экспресс» отправляется в 23:30 и прибывает в 8:30.
Федеральная пассажирская компания отменила поезд на периоды с 23 ноября по 17 декабря 2021 года и с 12 января по 15 апреля 2022 года.

## Подвижной состав
Количество вагонов: 18, из них:
- вагон-ресторан: 1,
- вагон VIP-класса: 2,
- вагон с четырёхместными купе: 8,
- вагон с двухместными купе: 6,
- штабной вагон с купе для инвалида; 1.

В вагонах СВ двухместные купе с вертикальным расположением полок (действует скидка в 10 % от тарифа при покупке верхних мест). В вагонах VIP-класса может быть либо четыре двухместных купе плюс бар, либо шесть двухместных купе. Каждое купе VIP-вагона трансформируется в спальную комнату (где при необходимости найдётся отдельное место ребёнку), гостиную или рабочий кабинет.
В распоряжении пассажира VIP-купе регулируемый кондиционер, индивидуальная душевая кабина, вакуумный туалет, DVD-проигрыватель.

## Схема состава поезда
| Номер вагона | Тип вагона         | Мест  | Дополнительно                                     |
| ------------ | ------------------ | ----- | ------------------------------------------------- |
| 1            | VIP-вагон          | 8     | Класс «Премиум», места продаются по два           |
| 2            | VIP-вагон          | 8     | Класс «Премьер», места продаются по два           |
| 3            | люкс бизнес-класса | 18    |                                                   |
| 4            | люкс бизнес-класса | 18    |                                                   |
| 5            | люкс бизнес-класса | 18    |                                                   |
| 6            | люкс бизнес-класса | 18    |                                                   |
| 7            | люкс бизнес-класса | 18    | с возможностью выбора мест по гендерному признаку |
| 8            | купе экономкласса  | 14/12 | штабной вагон с купе для инвалида                 |
| 41           | Вагон-ресторан     |       |                                                   |
| 9            | купе экономкласса  | 36    |                                                   |
| 10           | купе экономкласса  | 36    |                                                   |
| 11           | купе экономкласса  | 36    | с возможностью выбора мест по гендерному признаку |
| 12           | купе экономкласса  | 36    |                                                   |
| 13           | купе экономкласса  | 36    |                                                   |
| 14           | купе экономкласса  | 36    |                                                   |
| 15           | купе экономкласса  | 36    |                                                   |
| 16           | купе экономкласса  | 36    |                                                   |
| 17           | люкс бизнес-класса | 18    |                                                   |

## Расписание[4][5]
Поезд отправляется из Москвы и Санкт-Петербурга в летний период еженочно; в период с 7 сентября по 24 мая (исключая 31 декабря) во все ночи, кроме с субботы на воскресенье.
| 003А Санкт-Петербург — Москва | 003А Санкт-Петербург — Москва | 003А Санкт-Петербург — Москва |                          | 004А Москва — Санкт-Петербург | 004А Москва — Санкт-Петербург | 004А Москва — Санкт-Петербург |
| Прибытие                      | Стоянка                       | Отправление                   | Раздельные пункты        | Прибытие                      | Стоянка                       | Отправление                   |
| -                             | -                             | 23:30                         | Санкт-Петербург-Главный  | 08:30                         | -                             | -                             |
| 00:37                         | 33*                           | 01:10                         | Рябово*                  | 06:34                         | 34*                           | 07:08                         |
| -                             | -                             | -                             | Бологое-Московское*      | 03:30                         | 6*                            | 03:36                         |
| 05:09                         | 11*                           | 05:20                         | Лихославль*              | -                             | -                             | -                             |
| -                             | -                             | -                             | Завидово*                | 01:05                         | 11*                           | 01:16                         |
| 08:30                         | -                             | -                             | Москва-Пасс.-Октябрьская | -                             | -                             | 23:30                         |

* — техническая остановка, купить билет до этой станции невозможно.

## Характеристика поезда
- Поезд обслуживается двумя составами вагонного депо Москва (ЛВЧД-1) Северо-Западного филиала ФПК на комбинированном отоплении, ЭПТ и ЭЧТК.
- Поезд следует под тягой электровоза ЭП2К или ЧС200 локомотивного депо Санкт-Петербург-Пассажирский-Московский (ТЧЭ-8) Октябрьской железной дороги.

Нумерация вагонов в пути следования указана при следовании из Москвы с головы поезда, при следовании из Санкт-Петербурга с хвоста поезда.
Максимально допустимая длина поезда по участкам следования (вагоны 24,5 метра): от Москвы-Пассажирской до Санкт-Петербурга-Главного: 18 вагонов.
Установленная схема поезда по участкам следования (состав сформирован из вагонов длиной 24,5 метра): 18 вагонов.
Станции изменения направления движения поезда: нет.
Станции смены локомотивов: нет.
Станции смены локомотивных бригад без смены локомотива: нет.
Станции снабжения поезда водой: Москва-Пассажирская-Октябрьская, Санкт-Петербург-Товарный-Московский.
Станции снабжения поезда топливом: Москва-Пассажирская-Октябрьская, Санкт-Петербург-Товарный-Московский.
Станции обслуживания ЭЧТК: Москва-Пассажирская-Октябрьская
Станции сбора твёрдых бытовых отходов (ТБО) и шлака: Москва-Пассажирская-Октябрьская, Санкт-Петербург-Товарный-Московский.
Выделяются места: в вагоне № 8 места с 1 по 4 для проводников, ЛНП и ПЭМ, места с 5 по 8 для работников ВР, места с 21 по 24 для перевозки багажа пассажиров, места 25, 26 (нефирменные) специализированные для инвалида в коляске и сопровождающего его лица.

## Интересные факты
- До конца 2007 года поезд «Экспресс» имел одинаковую раскраску с поездом «Красная Стрела», был возможен общий оборот составов, по сути, единственными отличиями этих поездов друг от друга были название и расписание, с разницей в 4 минуты.
- Во времена СССР поезд имел тёмно-вишнёвую окраску с кремовым оконным поясом и белыми полосами над и под окнами, аналогичную окраску имел скоростной поезд «Аврора», но без белых полос. Над окнами вагонов располагалась надпись накладными буквами «Ленинград — Москва», снизу «Экспресс». На «Красной стреле» снизу также была надпись «Экспресс». Одинаково с вагонами «Экспресса» были окрашены тепловозы ТЭ7 и электровозы ЧС2, первоначально работавшие с ним.
- Во времена, когда поезд отправлялся из Москвы и Ленинграда (Санкт-Петербурга) в 23.59, его часто называли «мечтой командировочного». Дело в том, что отправление поезда за минуту до полуночи позволяло считать датой начала командировки сутки, до конца которых фактически оставалась одна минута, что, однако, позволяло получать командировочные за эти «одноминутные» сутки, в отличие того, если пассажир отправлялся уже после 0 часов.

## Фото

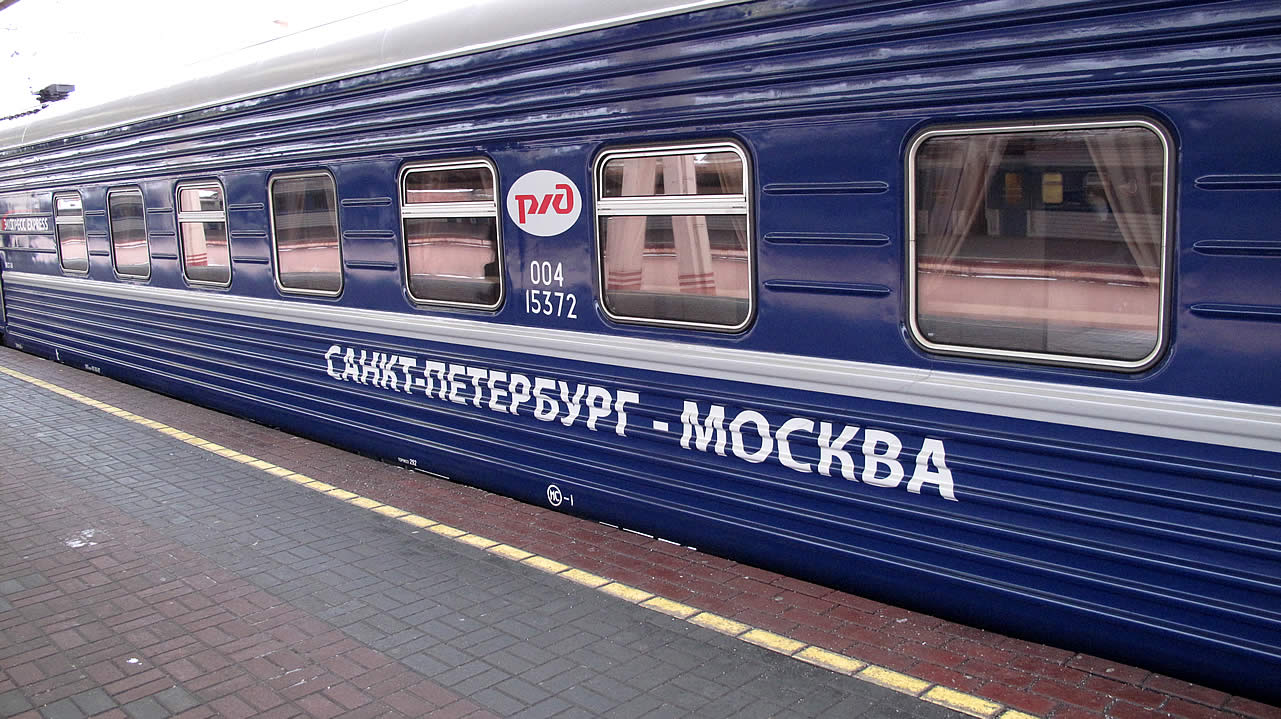
Фото вагона поезда «Экспресс»
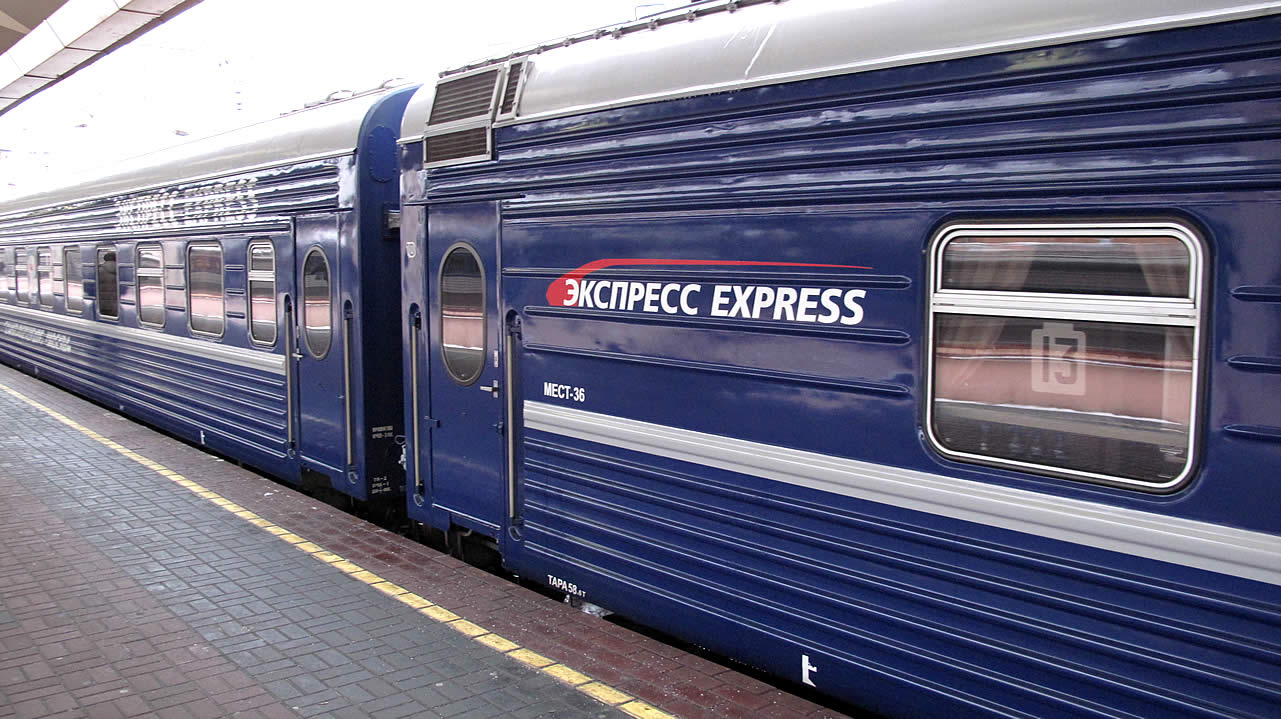
Поезд «Экспресс» на Ленинградском вокзале Москвы